# محمد عثمان صید
محمد عثمان صید (عربی: محمد عثمان الصيد؛ زاده ۱۷ اکتبر ۱۹۲۴ – درگذشته ۳۱ دسامبر ۲۰۰۷) یک سیاستمدار اهل لیبی بود. وی از ۱۷ اکتبر ۱۹۶۰ تا ۱۹ مارس ۱۹۶۳ نخست‌وزیر لیبی بود.
محمد عثمان در زائویه معتصرفیا براک، روستایی در منطقه فزانه در جنوب لیبی به دنیا آمد.
پس از استقلال لیبی، محمد عثمان در سال ۱۹۵۱ به عنوان وزیر بهداشت عمومی منصوب شد و تا سال ۱۹۵۸ باقی ماند. او پروژه‌های بسیاری را در این دوره انجام داد.
وی در ۲۴ بهمن ۱۳۴۹ به عنوان وزیر اقتصاد دولت کعبر منصوب شد. سپس در شهریور ۱۳۴۹ به وزارت دارایی منتقل شد.